# Le Samyn 2024
Le Samyn 2024 var den 56. udgave af det belgiske cykelløb Le Samyn. Det blev kørt den 27. februar 2024 med start i Quaregnon og mål i Dour i provinsen Hainaut. Løbet var en del af UCI Europe Tour 2024.
Løbet blev vundet af belgiske Laurenz Rex fra Intermarché-Wanty.

## Resultater
| \| Samlede stilling \| Samlede stilling \| Samlede stilling \| Samlede stilling \| Samlede stilling \| \| Rytter \| Rytter \| Hold \| Tid \| \| \| ---------------- \| ------------------ \| -------------------------------- \| ---------------- \| ---------------- \| \| 1. \| Laurenz Rex \| Intermarché-Wanty \| 4t 38' 40" \| \| \| 2. \| António Morgado \| UAE Team Emirates \| + 0" \| \| \| 3. \| Jenthe Biermans \| Arkéa-B&B Hotels \| + 0" \| \| \| 4. \| Rasmus Tiller \| Uno-X Mobility \| + 0" \| \| \| 5. \| Timo Kielich \| Alpecin-Deceuninck \| + 0" \| \| \| 6. \| Jens Reynders \| Bingoal WB \| + 0" \| \| \| 7. \| Alexandre Delettre \| Saint Michel-Mavic-Auber 93 \| + 0" \| \| \| 8. \| Laurence Pithie \| Equipe continentale Groupama-FDJ \| + 0" \| \| \| 9. \| Amaury Capiot \| Arkéa-B&B Hotels \| + 0" \| \| \| 10. \| Vito Braet \| Intermarché-Wanty \| + 0" \| \| |                    |                                  |            |
| |                    |                                  |            |
| Kilde: ProCyclingStats |                    |                                  |            |
| Samlede stilling |                    |                                  |            |
| Rytter | Rytter             | Hold                             | Tid        |
| 1. | Laurenz Rex        | Intermarché-Wanty                | 4t 38' 40" |
| 2. | António Morgado    | UAE Team Emirates                | + 0"       |
| 3. | Jenthe Biermans    | Arkéa-B&B Hotels                 | + 0"       |
| 4. | Rasmus Tiller      | Uno-X Mobility                   | + 0"       |
| 5. | Timo Kielich       | Alpecin-Deceuninck               | + 0"       |
| 6. | Jens Reynders      | Bingoal WB                       | + 0"       |
| 7. | Alexandre Delettre | Saint Michel-Mavic-Auber 93      | + 0"       |
| 8. | Laurence Pithie    | Equipe continentale Groupama-FDJ | + 0"       |
| 9. | Amaury Capiot      | Arkéa-B&B Hotels                 | + 0"       |
| 10. | Vito Braet         | Intermarché-Wanty                | + 0"       |

## Hold og ryttere
| UCI WorldTeams (5)- Alpecin-Deceuninck - Arkéa-B&B Hotels - Intermarché-Wanty - Team dsm-firmenich PostNL - UAE Team Emirates UCI ProTeams (8)- Bingoal WB - Equipo Kern Pharma - Lotto Dstny - Q36.5 Pro Cycling Team - TDT-Unibet - Team Flanders-Baloise - TotalEnergies - Uno-X Mobility UCI Kontinentalhold (11)- Diftar Continental Cycling Team - Equipe continentale Groupama-FDJ - Israel Premier Tech Academy - Metec-Solarwatt p/b Mantel - Novapor Speedbike - Philippe Wagner-Bazin - Saint Michel-Mavic-Auber 93 - Tarteletto-Isorex - Team Storck-Metropol Cycling - Van Rysel-Roubaix - VolkerWessels Cycling Team |
| |

### Danske ryttere
| Danske ryttere på startlisten |                       |                         |           |
| Rygnummer                     | Rytter                | Hold                    | Placering |
| 61                            | Louis Bendixen        | Uno-X Mobility          | DNF       |
| 64                            | William Blume Levy    | Uno-X Mobility          | 35        |
| 66                            | Rasmus Bøgh Wallin    | Uno-X Mobility          | 74        |
| 115                           | Nicklas Amdi Pedersen | TDT-Unibet Cycling Team | 69        |
| 116                           | Sebastian Nielsen     | TDT-Unibet Cycling Team | 77        |

* DNF = gennemførte ikke

### Startliste
| Lotto Dstny LTD | Lotto Dstny LTD        | Lotto Dstny LTD |
| --------------- | ---------------------- | --------------- |
| Nr.             | Rytter                 | Placering       |
| 1               | Milan Menten (BEL)     | 13.             |
| 2               | Arnaud De Lie (BEL)    | DNF             |
| 3               | Pascal Eenkhoorn (NED) | 48.             |
| 4               | Alec Segaert (BEL)     | 55.             |
| 5               | Lionel Taminiaux (BEL) | 60.             |
| 6               | Jarrad Drizners (AUS)  | DNF             |
| 7               | Joshua Giddings (GBR)  | DNF             |

| UAE Team Emirates UAD | UAE Team Emirates UAD     | UAE Team Emirates UAD |
| --------------------- | ------------------------- | --------------------- |
| Nr.                   | Rytter                    | Placering             |
| 11                    | Jonathan Guatibonza (COL) | 107.                  |
| 12                    | Luca Giaimi (ITA)         | DNF                   |
| 13                    | Álvaro Hodeg (COL)        | 36.                   |
| 14                    | António Morgado (POR)     | 2.                    |
| 16                    | Gibbe Staes (BEL)         | 61.                   |
| 17                    | Michael Vink (NZL)        | 89.                   |

| Team dsm-firmenich PostNL DFP | Team dsm-firmenich PostNL DFP | Team dsm-firmenich PostNL DFP |
| ----------------------------- | ----------------------------- | ----------------------------- |
| Nr.                           | Rytter                        | Placering                     |
| 21                            | Pavel Bittner (CZE)           | 72.                           |
| 22                            | Frank van den Broek (NED)     | 53.                           |
| 23                            | John Degenkolb (GER)          | 46.                           |
| 24                            | Tim Naberman (NED)            | DNF                           |
| 25                            | Casper van Uden (NED)         | 20.                           |
| 26                            | Bram Welten (NED)             | 75.                           |
| 27                            | Nils Eekhoff (NED)            | 30.                           |

| Alpecin-Deceuninck ADC | Alpecin-Deceuninck ADC  | Alpecin-Deceuninck ADC |
| ---------------------- | ----------------------- | ---------------------- |
| Nr.                    | Rytter                  | Placering              |
| 31                     | Siebe Roesems (BEL)     | 90.                    |
| 32                     | Timo Kielich (BEL)      | 5.                     |
| 33                     | Senne Leysen (BEL)      | DNF                    |
| 34                     | Edward Planckaert (BEL) | 38.                    |
| 35                     | Jensen Plowright (AUS)  | 45.                    |
| 36                     | Jonas Rickaert (BEL)    | 57.                    |
| 37                     | Stan Van Tricht (BEL)   | 29.                    |

| Arkéa-B&B Hotels ARK | Arkéa-B&B Hotels ARK  | Arkéa-B&B Hotels ARK |
| -------------------- | --------------------- | -------------------- |
| Nr.                  | Rytter                | Placering            |
| 41                   | Mathis Le Berre (FRA) | 63.                  |
| 42                   | Jenthe Biermans (BEL) | 3.                   |
| 43                   | Amaury Capiot (BEL)   | 9.                   |
| 44                   | David Dekker (NED)    | 67.                  |
| 45                   | Donavan Grondin (FRA) | 66.                  |
| 46                   | Luca Mozzato (ITA)    | 32.                  |
| 47                   | Florian Dauphin (FRA) | 84.                  |

| Intermarché-Wanty IWA | Intermarché-Wanty IWA           | Intermarché-Wanty IWA |
| --------------------- | ------------------------------- | --------------------- |
| Nr.                   | Rytter                          | Placering             |
| 51                    | Huub Artz (NED)                 | 44.                   |
| 52                    | Vito Braet (BEL)                | 10.                   |
| 53                    | Dries De Pooter (BEL)           | 79.                   |
| 54                    | Madis Mihkels (EST)             | 87.                   |
| 55                    | Laurenz Rex (BEL)               | 1.                    |
| 56                    | Tim Rex (BEL)                   | 78.                   |
| 57                    | Roel van Sintmaartensdijk (NED) | 43.                   |

| Uno-X Mobility UXM | Uno-X Mobility UXM          | Uno-X Mobility UXM |
| ------------------ | --------------------------- | ------------------ |
| Nr.                | Rytter                      | Placering          |
| 61                 | Louis Bendixen (DEN)        | DNF                |
| 62                 | Rasmus Tiller (NOR)         | 4.                 |
| 63                 | Tord Gudmestad (NOR)        | DNF                |
| 64                 | William Blume Levy (DEN)    | 35.                |
| 65                 | Søren Wærenskjold (NOR)     | 31.                |
| 66                 | Rasmus Bøgh Wallin (DEN)    | 74.                |
| 67                 | Erik Nordsæter Resell (NOR) | 73.                |

| Equipo Kern Pharma EKP | Equipo Kern Pharma EKP       | Equipo Kern Pharma EKP |
| ---------------------- | ---------------------------- | ---------------------- |
| Nr.                    | Rytter                       | Placering              |
| 71                     | Miguel Ángel Fernández (ESP) | DNF                    |
| 72                     | Pau Miquel (ESP)             | 37.                    |
| 73                     | Francisco Galván (ESP)       | 51.                    |
| 74                     | Álex Jaime (ESP)             | 83.                    |
| 76                     | Danny van der Tuuk (POL)     | 92.                    |
| 77                     | Iñigo Elosegui (ESP)         | 98.                    |

| Team Flanders-Baloise TFB | Team Flanders-Baloise TFB | Team Flanders-Baloise TFB |
| ------------------------- | ------------------------- | ------------------------- |
| Nr.                       | Rytter                    | Placering                 |
| 81                        | Kamiel Bonneu (BEL)       | DNF                       |
| 82                        | Alex Colman (BEL)         | 58.                       |
| 83                        | Victor Vercouillie (BEL)  | 96.                       |
| 84                        | Dylan Vandenstorme (BEL)  | 108.                      |
| 85                        | Jules Hesters (BEL)       | DNF                       |
| 86                        | Yentl Vandevelde (BEL)    | 95.                       |
| 87                        | Ward Vanhoof (BEL)        | 103.                      |

| Bingoal WB BWB | Bingoal WB BWB          | Bingoal WB BWB |
| -------------- | ----------------------- | -------------- |
| Nr.            | Rytter                  | Placering      |
| 91             | Luca De Meester (BEL)   | 39.            |
| 92             | Ceriel Desal (BEL)      | 59.            |
| 93             | Kenneth Van Rooy (BEL)  | 34.            |
| 94             | Nathan Vandepitte (FRA) | 21.            |
| 95             | Jelle Vermoote (BEL)    | 27.            |
| 96             | Jens Reynders (BEL)     | 6.             |
| 97             | Milan Lanhove (BEL)     | 110.           |

| Q36.5 Pro Cycling Team Q36 | Q36.5 Pro Cycling Team Q36 | Q36.5 Pro Cycling Team Q36 |
| -------------------------- | -------------------------- | -------------------------- |
| Nr.                        | Rytter                     | Placering                  |
| 101                        | Fabio Christen (SUI)       | 15.                        |
| 102                        | Tom Devriendt (BEL)        | DNF                        |
| 103                        | Kamil Małecki (POL)        | 25.                        |
| 104                        | Cyrus Monk (AUS)           | 54.                        |
| 105                        | Matteo Moschetti (ITA)     | 104.                       |
| 106                        | Szymon Sajnok (POL)        | 56.                        |
| 107                        | Rory Townsend (IRL)        | 22.                        |

| TDT-Unibet TDT | TDT-Unibet TDT              | TDT-Unibet TDT |
| -------------- | --------------------------- | -------------- |
| Nr.            | Rytter                      | Placering      |
| 111            | Axel Huens (FRA)            | 26.            |
| 112            | Davide Bomboi (BEL)         | 11.            |
| 113            | Jelle Johannink (NED)       | 94.            |
| 114            | Martijn Budding (NED)       | 93.            |
| 115            | Nicklas Amdi Pedersen (DEN) | 69.            |
| 116            | Sebastian Nielsen (DEN)     | 77.            |
| 117            | Zeb Kyffin (GBR)            | DNF            |

| TotalEnergies TEN | TotalEnergies TEN       | TotalEnergies TEN |
| ----------------- | ----------------------- | ----------------- |
| Nr.               | Rytter                  | Placering         |
| 121               | Thomas Bonnet (FRA)     | DNF               |
| 122               | Thomas Gachignard (FRA) | 33.               |
| 123               | Émilien Jeannière (FRA) | 40.               |
| 124               | Lucas Boniface (FRA)    | 111.              |
| 125               | Jason Tesson (FRA)      | DNF               |
| 126               | Anthony Turgis (FRA)    | 17.               |
| 127               | Dries Van Gestel (BEL)  | 18.               |

| Israel Premier Tech Academy ICA | Israel Premier Tech Academy ICA  | Israel Premier Tech Academy ICA |
| ------------------------------- | -------------------------------- | ------------------------------- |
| Nr.                             | Rytter                           | Placering                       |
| 131                             | Hugo Hofstetter (FRA)            | 12.                             |
| 132                             | Tom Van Asbroeck (BEL)           | 14.                             |
| 133                             | Pier-André Côté (CAN) (landevej) | 24.                             |
| 134                             | Rotem Tene (ISR)                 | DNF                             |
| 135                             | Viggo Moore (USA)                | 114.                            |
| 136                             | Pau Martí (ESP)                  | 68.                             |
| 137                             | Kiaan Watts (NZL)                | DNF                             |

| Equipe continentale Groupama-FDJ CGF | Equipe continentale Groupama-FDJ CGF | Equipe continentale Groupama-FDJ CGF |
| ------------------------------------ | ------------------------------------ | ------------------------------------ |
| Nr.                                  | Rytter                               | Placering                            |
| 141                                  | Laurence Pithie (NZL)                | 8.                                   |
| 142                                  | Matthew Walls (GBR)                  | DNF                                  |
| 143                                  | Lewis Bower (NZL)                    | DNF                                  |
| 144                                  | Titouan Fontaine (FRA)               | DNF                                  |
| 146                                  | Noah Hobbs (GBR)                     | 52.                                  |
| 147                                  | Jens Verbrugghe (BEL)                | DNF                                  |

| Philippe Wagner-Bazin PWB | Philippe Wagner-Bazin PWB   | Philippe Wagner-Bazin PWB |
| ------------------------- | --------------------------- | ------------------------- |
| Nr.                       | Rytter                      | Placering                 |
| 151                       | Pierre Barbier (FRA)        | 28.                       |
| 152                       | Rudy Barbier (FRA)          | 82.                       |
| 153                       | Quentin Bezza (FRA)         | 91.                       |
| 154                       | Enrico Dhaeye (BEL)         | 97.                       |
| 155                       | Stefano Museeuw (BEL)       | DNF                       |
| 156                       | Kasper Saver (BEL)          | 42.                       |
| 157                       | Mathias Vanoverberghe (BEL) | DNF                       |

| Tarteletto-Isorex TIS | Tarteletto-Isorex TIS   | Tarteletto-Isorex TIS |
| --------------------- | ----------------------- | --------------------- |
| Nr.                   | Rytter                  | Placering             |
| 171                   | Timothy Dupont (BEL)    | 47.                   |
| 172                   | Maxime De Poorter (BEL) | DNF                   |
| 173                   | Robbe Claeys (BEL)      | 65.                   |
| 174                   | Mauro Verwilt (BEL)     | 86.                   |
| 175                   | Bo Godart (BEL)         | DNF                   |
| 176                   | Arne Santy (BEL)        | DNF                   |
| 177                   | Thomas Joseph (BEL)     | 88.                   |

| VolkerWessels Cycling Team VWT | VolkerWessels Cycling Team VWT | VolkerWessels Cycling Team VWT |
| ------------------------------ | ------------------------------ | ------------------------------ |
| Nr.                            | Rytter                         | Placering                      |
| 181                            | Niek Hoornsman (NED)           | DNF                            |
| 182                            | Coen Vermeltfoort (NED)        | 101.                           |
| 183                            | Bert-Jan Lindeman (NED)        | DNF                            |
| 184                            | Thimo Willems (BEL)            | 23.                            |
| 185                            | Jasper Haest (NED)             | 80.                            |
| 186                            | Stijn Daemen (NED)             | 81.                            |
| 187                            | Finn Crockett (GBR)            | DNF                            |

| Metec-Solarwatt p/b Mantel MET | Metec-Solarwatt p/b Mantel MET | Metec-Solarwatt p/b Mantel MET |
| ------------------------------ | ------------------------------ | ------------------------------ |
| Nr.                            | Rytter                         | Placering                      |
| 191                            | Tim Marsman (NED)              | DNF                            |
| 192                            | Axel van der Tuuk (NED)        | 70.                            |
| 193                            | Boris Romers (NED)             | 109.                           |
| 194                            | Roy Hoogendoorn (NED)          | 115.                           |
| 195                            | Casper van der Woude (NED)     | DNF                            |
| 196                            | Victor Broex (NED)             | 76.                            |
| 197                            | Jordan Habets (NED)            | DNF                            |

| Diftar Continental Cycling Team SWY | Diftar Continental Cycling Team SWY | Diftar Continental Cycling Team SWY |
| ----------------------------------- | ----------------------------------- | ----------------------------------- |
| Nr.                                 | Rytter                              | Placering                           |
| 201                                 | Rick Ottema (NED)                   | 64.                                 |
| 202                                 | Robin Lowik (NED)                   | DNF                                 |
| 203                                 | Marvin Peters (NED)                 | 106.                                |
| 204                                 | Peter Schulting (NED)               | 105.                                |
| 205                                 | Guillaume Visser (NED)              | 85.                                 |
| 206                                 | Pepijn Veenings (NED)               | DNF                                 |
| 207                                 | Mike Bronswijk (NED)                | DNF                                 |

| Van Rysel-Roubaix VRR | Van Rysel-Roubaix VRR    | Van Rysel-Roubaix VRR |
| --------------------- | ------------------------ | --------------------- |
| Nr.                   | Rytter                   | Placering             |
| 211                   | Rait Ärm (EST)           | DNF                   |
| 212                   | Kévin Avoine (FRA)       | 41.                   |
| 213                   | Maxime Jarnet (FRA)      | 49.                   |
| 214                   | Kenny Molly (BEL)        | DNS                   |
| 215                   | Emmanuel Morin (FRA)     | 19.                   |
| 216                   | Valentin Tabellion (FRA) | 100.                  |

| Novapor Speedbike NST | Novapor Speedbike NST         | Novapor Speedbike NST |
| --------------------- | ----------------------------- | --------------------- |
| Nr.                   | Rytter                        | Placering             |
| 221                   | Jorre Debaele (BEL)           | DNF                   |
| 222                   | Glen Van Nuffelen (BEL)       | DNF                   |
| 223                   | Konstantinos Pavlides (CYP)   | DNF                   |
| 224                   | Igor Halicki (POL)            | DNF                   |
| 225                   | Lukas Sulaj Kloppenborg (ALB) | DNF                   |
| 226                   | Nikiforos Arvanitou (GRE)     | DNF                   |
| 227                   | Nikolaos Michail Drakos (GRE) | DNF                   |

| Saint Michel-Mavic-Auber 93 AUB | Saint Michel-Mavic-Auber 93 AUB | Saint Michel-Mavic-Auber 93 AUB |
| ------------------------------- | ------------------------------- | ------------------------------- |
| Nr.                             | Rytter                          | Placering                       |
| 231                             | Alexandre Delettre (FRA)        | 7.                              |
| 232                             | Théo Delacroix (FRA)            | 16.                             |
| 233                             | Romain Cardis (FRA)             | 62.                             |
| 234                             | Dillon Corkery (IRL)            | 50.                             |
| 235                             | Joris Delbove (FRA)             | 71.                             |
| 236                             | Jérémy Lecroq (FRA)             | 112.                            |
| 237                             | Morne van Niekerk (RSA)         | 102.                            |

| Team Storck-Metropol Cycling TSM | Team Storck-Metropol Cycling TSM | Team Storck-Metropol Cycling TSM |
| -------------------------------- | -------------------------------- | -------------------------------- |
| Nr.                              | Rytter                           | Placering                        |
| 241                              | Patrick Schubert (GER)           | DNF                              |
| 242                              | Toni Franz (GER)                 | DNF                              |
| 243                              | Marc Clauss (GER)                | 113.                             |
| 244                              | Ole Theiler (GER)                | DNF                              |
| 245                              | Linus Scheitinger (GER)          | DNF                              |
| 246                              | Noé Ury (LUX)                    | 99.                              |
| 247                              | Campo Schmitz (GER)              | 116.                             |

| Lotto Dstny LTD | Lotto Dstny LTD        | Lotto Dstny LTD |
| --------------- | ---------------------- | --------------- |
| Nr.             | Rytter                 | Placering       |
| 1               | Milan Menten (BEL)     | 13.             |
| 2               | Arnaud De Lie (BEL)    | DNF             |
| 3               | Pascal Eenkhoorn (NED) | 48.             |
| 4               | Alec Segaert (BEL)     | 55.             |
| 5               | Lionel Taminiaux (BEL) | 60.             |
| 6               | Jarrad Drizners (AUS)  | DNF             |
| 7               | Joshua Giddings (GBR)  | DNF             |

| UAE Team Emirates UAD | UAE Team Emirates UAD     | UAE Team Emirates UAD |
| --------------------- | ------------------------- | --------------------- |
| Nr.                   | Rytter                    | Placering             |
| 11                    | Jonathan Guatibonza (COL) | 107.                  |
| 12                    | Luca Giaimi (ITA)         | DNF                   |
| 13                    | Álvaro Hodeg (COL)        | 36.                   |
| 14                    | António Morgado (POR)     | 2.                    |
| 16                    | Gibbe Staes (BEL)         | 61.                   |
| 17                    | Michael Vink (NZL)        | 89.                   |

| Team dsm-firmenich PostNL DFP | Team dsm-firmenich PostNL DFP | Team dsm-firmenich PostNL DFP |
| ----------------------------- | ----------------------------- | ----------------------------- |
| Nr.                           | Rytter                        | Placering                     |
| 21                            | Pavel Bittner (CZE)           | 72.                           |
| 22                            | Frank van den Broek (NED)     | 53.                           |
| 23                            | John Degenkolb (GER)          | 46.                           |
| 24                            | Tim Naberman (NED)            | DNF                           |
| 25                            | Casper van Uden (NED)         | 20.                           |
| 26                            | Bram Welten (NED)             | 75.                           |
| 27                            | Nils Eekhoff (NED)            | 30.                           |

| Alpecin-Deceuninck ADC | Alpecin-Deceuninck ADC  | Alpecin-Deceuninck ADC |
| ---------------------- | ----------------------- | ---------------------- |
| Nr.                    | Rytter                  | Placering              |
| 31                     | Siebe Roesems (BEL)     | 90.                    |
| 32                     | Timo Kielich (BEL)      | 5.                     |
| 33                     | Senne Leysen (BEL)      | DNF                    |
| 34                     | Edward Planckaert (BEL) | 38.                    |
| 35                     | Jensen Plowright (AUS)  | 45.                    |
| 36                     | Jonas Rickaert (BEL)    | 57.                    |
| 37                     | Stan Van Tricht (BEL)   | 29.                    |

| Arkéa-B&B Hotels ARK | Arkéa-B&B Hotels ARK  | Arkéa-B&B Hotels ARK |
| -------------------- | --------------------- | -------------------- |
| Nr.                  | Rytter                | Placering            |
| 41                   | Mathis Le Berre (FRA) | 63.                  |
| 42                   | Jenthe Biermans (BEL) | 3.                   |
| 43                   | Amaury Capiot (BEL)   | 9.                   |
| 44                   | David Dekker (NED)    | 67.                  |
| 45                   | Donavan Grondin (FRA) | 66.                  |
| 46                   | Luca Mozzato (ITA)    | 32.                  |
| 47                   | Florian Dauphin (FRA) | 84.                  |

| Intermarché-Wanty IWA | Intermarché-Wanty IWA           | Intermarché-Wanty IWA |
| --------------------- | ------------------------------- | --------------------- |
| Nr.                   | Rytter                          | Placering             |
| 51                    | Huub Artz (NED)                 | 44.                   |
| 52                    | Vito Braet (BEL)                | 10.                   |
| 53                    | Dries De Pooter (BEL)           | 79.                   |
| 54                    | Madis Mihkels (EST)             | 87.                   |
| 55                    | Laurenz Rex (BEL)               | 1.                    |
| 56                    | Tim Rex (BEL)                   | 78.                   |
| 57                    | Roel van Sintmaartensdijk (NED) | 43.                   |

| Uno-X Mobility UXM | Uno-X Mobility UXM          | Uno-X Mobility UXM |
| ------------------ | --------------------------- | ------------------ |
| Nr.                | Rytter                      | Placering          |
| 61                 | Louis Bendixen (DEN)        | DNF                |
| 62                 | Rasmus Tiller (NOR)         | 4.                 |
| 63                 | Tord Gudmestad (NOR)        | DNF                |
| 64                 | William Blume Levy (DEN)    | 35.                |
| 65                 | Søren Wærenskjold (NOR)     | 31.                |
| 66                 | Rasmus Bøgh Wallin (DEN)    | 74.                |
| 67                 | Erik Nordsæter Resell (NOR) | 73.                |

| Equipo Kern Pharma EKP | Equipo Kern Pharma EKP       | Equipo Kern Pharma EKP |
| ---------------------- | ---------------------------- | ---------------------- |
| Nr.                    | Rytter                       | Placering              |
| 71                     | Miguel Ángel Fernández (ESP) | DNF                    |
| 72                     | Pau Miquel (ESP)             | 37.                    |
| 73                     | Francisco Galván (ESP)       | 51.                    |
| 74                     | Álex Jaime (ESP)             | 83.                    |
| 76                     | Danny van der Tuuk (POL)     | 92.                    |
| 77                     | Iñigo Elosegui (ESP)         | 98.                    |

| Team Flanders-Baloise TFB | Team Flanders-Baloise TFB | Team Flanders-Baloise TFB |
| ------------------------- | ------------------------- | ------------------------- |
| Nr.                       | Rytter                    | Placering                 |
| 81                        | Kamiel Bonneu (BEL)       | DNF                       |
| 82                        | Alex Colman (BEL)         | 58.                       |
| 83                        | Victor Vercouillie (BEL)  | 96.                       |
| 84                        | Dylan Vandenstorme (BEL)  | 108.                      |
| 85                        | Jules Hesters (BEL)       | DNF                       |
| 86                        | Yentl Vandevelde (BEL)    | 95.                       |
| 87                        | Ward Vanhoof (BEL)        | 103.                      |

| Bingoal WB BWB | Bingoal WB BWB          | Bingoal WB BWB |
| -------------- | ----------------------- | -------------- |
| Nr.            | Rytter                  | Placering      |
| 91             | Luca De Meester (BEL)   | 39.            |
| 92             | Ceriel Desal (BEL)      | 59.            |
| 93             | Kenneth Van Rooy (BEL)  | 34.            |
| 94             | Nathan Vandepitte (FRA) | 21.            |
| 95             | Jelle Vermoote (BEL)    | 27.            |
| 96             | Jens Reynders (BEL)     | 6.             |
| 97             | Milan Lanhove (BEL)     | 110.           |

| Q36.5 Pro Cycling Team Q36 | Q36.5 Pro Cycling Team Q36 | Q36.5 Pro Cycling Team Q36 |
| -------------------------- | -------------------------- | -------------------------- |
| Nr.                        | Rytter                     | Placering                  |
| 101                        | Fabio Christen (SUI)       | 15.                        |
| 102                        | Tom Devriendt (BEL)        | DNF                        |
| 103                        | Kamil Małecki (POL)        | 25.                        |
| 104                        | Cyrus Monk (AUS)           | 54.                        |
| 105                        | Matteo Moschetti (ITA)     | 104.                       |
| 106                        | Szymon Sajnok (POL)        | 56.                        |
| 107                        | Rory Townsend (IRL)        | 22.                        |

| TDT-Unibet TDT | TDT-Unibet TDT              | TDT-Unibet TDT |
| -------------- | --------------------------- | -------------- |
| Nr.            | Rytter                      | Placering      |
| 111            | Axel Huens (FRA)            | 26.            |
| 112            | Davide Bomboi (BEL)         | 11.            |
| 113            | Jelle Johannink (NED)       | 94.            |
| 114            | Martijn Budding (NED)       | 93.            |
| 115            | Nicklas Amdi Pedersen (DEN) | 69.            |
| 116            | Sebastian Nielsen (DEN)     | 77.            |
| 117            | Zeb Kyffin (GBR)            | DNF            |

| TotalEnergies TEN | TotalEnergies TEN       | TotalEnergies TEN |
| ----------------- | ----------------------- | ----------------- |
| Nr.               | Rytter                  | Placering         |
| 121               | Thomas Bonnet (FRA)     | DNF               |
| 122               | Thomas Gachignard (FRA) | 33.               |
| 123               | Émilien Jeannière (FRA) | 40.               |
| 124               | Lucas Boniface (FRA)    | 111.              |
| 125               | Jason Tesson (FRA)      | DNF               |
| 126               | Anthony Turgis (FRA)    | 17.               |
| 127               | Dries Van Gestel (BEL)  | 18.               |

| Israel Premier Tech Academy ICA | Israel Premier Tech Academy ICA  | Israel Premier Tech Academy ICA |
| ------------------------------- | -------------------------------- | ------------------------------- |
| Nr.                             | Rytter                           | Placering                       |
| 131                             | Hugo Hofstetter (FRA)            | 12.                             |
| 132                             | Tom Van Asbroeck (BEL)           | 14.                             |
| 133                             | Pier-André Côté (CAN) (landevej) | 24.                             |
| 134                             | Rotem Tene (ISR)                 | DNF                             |
| 135                             | Viggo Moore (USA)                | 114.                            |
| 136                             | Pau Martí (ESP)                  | 68.                             |
| 137                             | Kiaan Watts (NZL)                | DNF                             |

| Equipe continentale Groupama-FDJ CGF | Equipe continentale Groupama-FDJ CGF | Equipe continentale Groupama-FDJ CGF |
| ------------------------------------ | ------------------------------------ | ------------------------------------ |
| Nr.                                  | Rytter                               | Placering                            |
| 141                                  | Laurence Pithie (NZL)                | 8.                                   |
| 142                                  | Matthew Walls (GBR)                  | DNF                                  |
| 143                                  | Lewis Bower (NZL)                    | DNF                                  |
| 144                                  | Titouan Fontaine (FRA)               | DNF                                  |
| 146                                  | Noah Hobbs (GBR)                     | 52.                                  |
| 147                                  | Jens Verbrugghe (BEL)                | DNF                                  |

| Philippe Wagner-Bazin PWB | Philippe Wagner-Bazin PWB   | Philippe Wagner-Bazin PWB |
| ------------------------- | --------------------------- | ------------------------- |
| Nr.                       | Rytter                      | Placering                 |
| 151                       | Pierre Barbier (FRA)        | 28.                       |
| 152                       | Rudy Barbier (FRA)          | 82.                       |
| 153                       | Quentin Bezza (FRA)         | 91.                       |
| 154                       | Enrico Dhaeye (BEL)         | 97.                       |
| 155                       | Stefano Museeuw (BEL)       | DNF                       |
| 156                       | Kasper Saver (BEL)          | 42.                       |
| 157                       | Mathias Vanoverberghe (BEL) | DNF                       |

| Tarteletto-Isorex TIS | Tarteletto-Isorex TIS   | Tarteletto-Isorex TIS |
| --------------------- | ----------------------- | --------------------- |
| Nr.                   | Rytter                  | Placering             |
| 171                   | Timothy Dupont (BEL)    | 47.                   |
| 172                   | Maxime De Poorter (BEL) | DNF                   |
| 173                   | Robbe Claeys (BEL)      | 65.                   |
| 174                   | Mauro Verwilt (BEL)     | 86.                   |
| 175                   | Bo Godart (BEL)         | DNF                   |
| 176                   | Arne Santy (BEL)        | DNF                   |
| 177                   | Thomas Joseph (BEL)     | 88.                   |

| VolkerWessels Cycling Team VWT | VolkerWessels Cycling Team VWT | VolkerWessels Cycling Team VWT |
| ------------------------------ | ------------------------------ | ------------------------------ |
| Nr.                            | Rytter                         | Placering                      |
| 181                            | Niek Hoornsman (NED)           | DNF                            |
| 182                            | Coen Vermeltfoort (NED)        | 101.                           |
| 183                            | Bert-Jan Lindeman (NED)        | DNF                            |
| 184                            | Thimo Willems (BEL)            | 23.                            |
| 185                            | Jasper Haest (NED)             | 80.                            |
| 186                            | Stijn Daemen (NED)             | 81.                            |
| 187                            | Finn Crockett (GBR)            | DNF                            |

| Metec-Solarwatt p/b Mantel MET | Metec-Solarwatt p/b Mantel MET | Metec-Solarwatt p/b Mantel MET |
| ------------------------------ | ------------------------------ | ------------------------------ |
| Nr.                            | Rytter                         | Placering                      |
| 191                            | Tim Marsman (NED)              | DNF                            |
| 192                            | Axel van der Tuuk (NED)        | 70.                            |
| 193                            | Boris Romers (NED)             | 109.                           |
| 194                            | Roy Hoogendoorn (NED)          | 115.                           |
| 195                            | Casper van der Woude (NED)     | DNF                            |
| 196                            | Victor Broex (NED)             | 76.                            |
| 197                            | Jordan Habets (NED)            | DNF                            |

| Diftar Continental Cycling Team SWY | Diftar Continental Cycling Team SWY | Diftar Continental Cycling Team SWY |
| ----------------------------------- | ----------------------------------- | ----------------------------------- |
| Nr.                                 | Rytter                              | Placering                           |
| 201                                 | Rick Ottema (NED)                   | 64.                                 |
| 202                                 | Robin Lowik (NED)                   | DNF                                 |
| 203                                 | Marvin Peters (NED)                 | 106.                                |
| 204                                 | Peter Schulting (NED)               | 105.                                |
| 205                                 | Guillaume Visser (NED)              | 85.                                 |
| 206                                 | Pepijn Veenings (NED)               | DNF                                 |
| 207                                 | Mike Bronswijk (NED)                | DNF                                 |

| Van Rysel-Roubaix VRR | Van Rysel-Roubaix VRR    | Van Rysel-Roubaix VRR |
| --------------------- | ------------------------ | --------------------- |
| Nr.                   | Rytter                   | Placering             |
| 211                   | Rait Ärm (EST)           | DNF                   |
| 212                   | Kévin Avoine (FRA)       | 41.                   |
| 213                   | Maxime Jarnet (FRA)      | 49.                   |
| 214                   | Kenny Molly (BEL)        | DNS                   |
| 215                   | Emmanuel Morin (FRA)     | 19.                   |
| 216                   | Valentin Tabellion (FRA) | 100.                  |

| Novapor Speedbike NST | Novapor Speedbike NST         | Novapor Speedbike NST |
| --------------------- | ----------------------------- | --------------------- |
| Nr.                   | Rytter                        | Placering             |
| 221                   | Jorre Debaele (BEL)           | DNF                   |
| 222                   | Glen Van Nuffelen (BEL)       | DNF                   |
| 223                   | Konstantinos Pavlides (CYP)   | DNF                   |
| 224                   | Igor Halicki (POL)            | DNF                   |
| 225                   | Lukas Sulaj Kloppenborg (ALB) | DNF                   |
| 226                   | Nikiforos Arvanitou (GRE)     | DNF                   |
| 227                   | Nikolaos Michail Drakos (GRE) | DNF                   |

| Saint Michel-Mavic-Auber 93 AUB | Saint Michel-Mavic-Auber 93 AUB | Saint Michel-Mavic-Auber 93 AUB |
| ------------------------------- | ------------------------------- | ------------------------------- |
| Nr.                             | Rytter                          | Placering                       |
| 231                             | Alexandre Delettre (FRA)        | 7.                              |
| 232                             | Théo Delacroix (FRA)            | 16.                             |
| 233                             | Romain Cardis (FRA)             | 62.                             |
| 234                             | Dillon Corkery (IRL)            | 50.                             |
| 235                             | Joris Delbove (FRA)             | 71.                             |
| 236                             | Jérémy Lecroq (FRA)             | 112.                            |
| 237                             | Morne van Niekerk (RSA)         | 102.                            |

| Team Storck-Metropol Cycling TSM | Team Storck-Metropol Cycling TSM | Team Storck-Metropol Cycling TSM |
| -------------------------------- | -------------------------------- | -------------------------------- |
| Nr.                              | Rytter                           | Placering                        |
| 241                              | Patrick Schubert (GER)           | DNF                              |
| 242                              | Toni Franz (GER)                 | DNF                              |
| 243                              | Marc Clauss (GER)                | 113.                             |
| 244                              | Ole Theiler (GER)                | DNF                              |
| 245                              | Linus Scheitinger (GER)          | DNF                              |
| 246                              | Noé Ury (LUX)                    | 99.                              |
| 247                              | Campo Schmitz (GER)              | 116.                             |